# II. Blanka navarrai királynő
II. Blanka (Olite, Navarra, 1424. június 8. – Lescar, Béarn, 1464. december 2.), spanyolul: Blanca II de Navarra, baszkul: Blanka II.a Nafarroakoa, navarrai és aragón királyi hercegnő, házassága révén Asztúria hercegnéje és kasztíliai trónörökösné, 1461-től Navarra jog szerinti királya. IV. Károly navarrai király húga és I. Eleonóra navarrai királynő nővére.

## Élete
I. Blanka navarrai királynő és II. János navarrai és aragón király idősebbik lánya.
Blanka hercegnőt édesanyja személyesen kísérte el Kasztíliába, ahol elsőfokú unokatestvérének, a kasztíliai trónörökös, Henriknek, Asztúria hercegének, a későbbi IV. Henrik királynak a felesége lett 1440. szeptember 15-én Valladolidban. I. Blanka királynő ekkor az édesanyja, Eleonóra kasztíliai infánső hazájában maradt Blanka hercegnő házasságkötése után is, és kisebb körutazást tett az országban, és itt érte a halál Santa María la Real de Nieva városában a Nuestra Señora de la Soterraña kolostorában 1441. április 1-jén.
Blanka hercegnő házassága gyermektelen maradt, és éppen ennek okán semmisítették meg a házasságukat Henrik asztúriai herceggel 1453. május 11-én, és Blanka hercegnőt hazaküldték 1453 novemberében. Férje a következő évben, az apjának, II. János kasztíliai királynak a halála után 1454. július 22-én IV. Henrik néven foglalta el a kasztíliai trónt, de nagybátyja és egykori apósa, Blanka apja, II. János navarrai király kihasználta lánya szégyenét. Ugyan ebben a korban a nőt hibáztatták a gyermektelenségért, de a navarrai király a férjet tekintette felelősnek, hogy nem születtek gyermekek, hiszen nyilvánvalóvá vált, hogy a házasságot nem hálták el, melyet János király Henrik impotenciájával magyarázott. Emellett felmerült Henrik homoszexualitása is. Blanka azonban a válás ellenére is jó viszonyt ápolt volt férjével, valamint elsőfokú unokatestvérével, és a segítségét kérte az apja elleni küzdelemben, miután Blanka és bátyja, Károly vitatták apjuk trónigényét. Ugyanis az őket illette anyjuk, Blanka királynő jogán. Húguk, Eleonóra infánsnő viszont apjuk mellé állt. Károly halála után önmagát tekintette jogos királynőnek 1461. szeptember 23-tól, de húga fogságba vetette 1462-ben, és a férje, IV. Gaston foix-i gróf uralma alatt álló Béarnban raboskodott, előbb Orthez, majd Lescar várában. 1464. december 2-án állítólag húga, Eleonóra parancsára megmérgezték. Miután válása után nem ment többé férjhez, és gyermekei nem születtek, így Eleonóra örökölte a jogait, aki 1479-ben rövid időre ténylegesen Navarra királya lett apjuk halála után.